# Duguetia salicifolia
Duguetia salicifolia R.E.Fr. – gatunek rośliny z rodziny flaszowcowatych (Annonaceae Juss.). Występuje endemicznie w Brazylii – w stanie São Paulo. 

## Morfologia
PokrójZimozielone drzewo dorastające do 2,5–15 m wysokości.
LiścieMają eliptyczny kształt. Mierzą 7–12 cm długości oraz 2–3,5 cm szerokości. Blaszka liściowa jest całobrzega o tępym wierzchołku.
KwiatySą pojedyncze, rozwijają się w kątach pędów. Płatków jest 6, mają zielonożółtawą barwę. Kwiaty mają 60–100 słupków.
OwoceMają kulisty kształt. Osiągają 55–80 mm średnicy.

## Biologia i ekologia
Rośnie w lasach. Występuje na wysokości od 800 do 1100 m n.p.m.